# Матвієвська (Лузький район)
Матві́євська (рос. Матвеевская) — присілок у складі Лузького району Кіровської області, Росія. Входить до складу Лузького міського поселення.
Населення становить 7 осіб (2010, 16 у 2002).
Національний склад станом на 2002 рік — росіяни 100 %.